# 直覺 (Soler專輯)
直覺為Soler中文專輯，於2005年11月在香港發行，並於2006年在台灣發行。

## 曲目
1. 直覺
2. 夢醒世界
3. 晨霧
4. 冬眠
5. Blue
6. 海嘯 (國語版)
7. 風的終點
8. 讓全世界起舞 (國語版)
9. 走火入魔
10. 天才白癡夢